# Attaque de Dioura (2025)
Pour les articles homonymes, voir Attaque de Dioura.
Guerre du Mali
Batailles
L'attaque de Dioura a lieu le 23 mai 2025 lors de la guerre du Mali.

## Déroulement
Le 23 mai 2025, en début d'après-midi, le camp militaire de Dioura (en) est attaqué par les djihadistes du Groupe de soutien à l'islam et aux musulmans. L'assaut est dirigé par Abou Mokhtar al-Ansari et Houssein Ghoulam, ancien colonel de l'armée malienne et ancien chef rebelle du MAA, passé au GSIM en 2024
Les défenseurs ne reçoivent aucun renfort, ni aucun soutien aérien, et sont balayés. Le camp est envahi par les djihadistes, qui investissent également la ville à proximité. Les assaillants saisissent armes, munitions et véhicules, avant d'incendier le camp et d'évacuer les lieux plus tard dans la journée.
Le camp est réoccupé deux jours plus tard par un autre détachement de l'armée malienne arrivé sur place.  L'attaque est revendiquée par le Groupe de soutien à l'islam et aux musulmans qui diffuse des images du camp, avant ses prises de guerre et les corps de nombreux militaires maliens.

## Pertes
L'armée malienne ne publie aucun communiqué sur l'attaque de Dioua. Le Groupe de soutien à l'islam et aux musulmans revendique la mort d'environ 40 militaires maliens. RFI rapporte pour sa part que le bilan est précisément de 41 morts selon une source sécuritaire malienne, dont le chef du camp et son adjoint.

## Vidéographie
- [vidéo] Mali : le JNIM intensifie la pression sur l’armée à Tombouctou, Boulkessi et Dioura, France 24, 2 juin 2025.